# ティマルー
ティマルー（英: Timaru、マオリ語: Te Maru）は、ニュージーランド南島カンタベリー平野に位置する港町である。人口は2万8700人（2020年人口統計）。

## 歴史

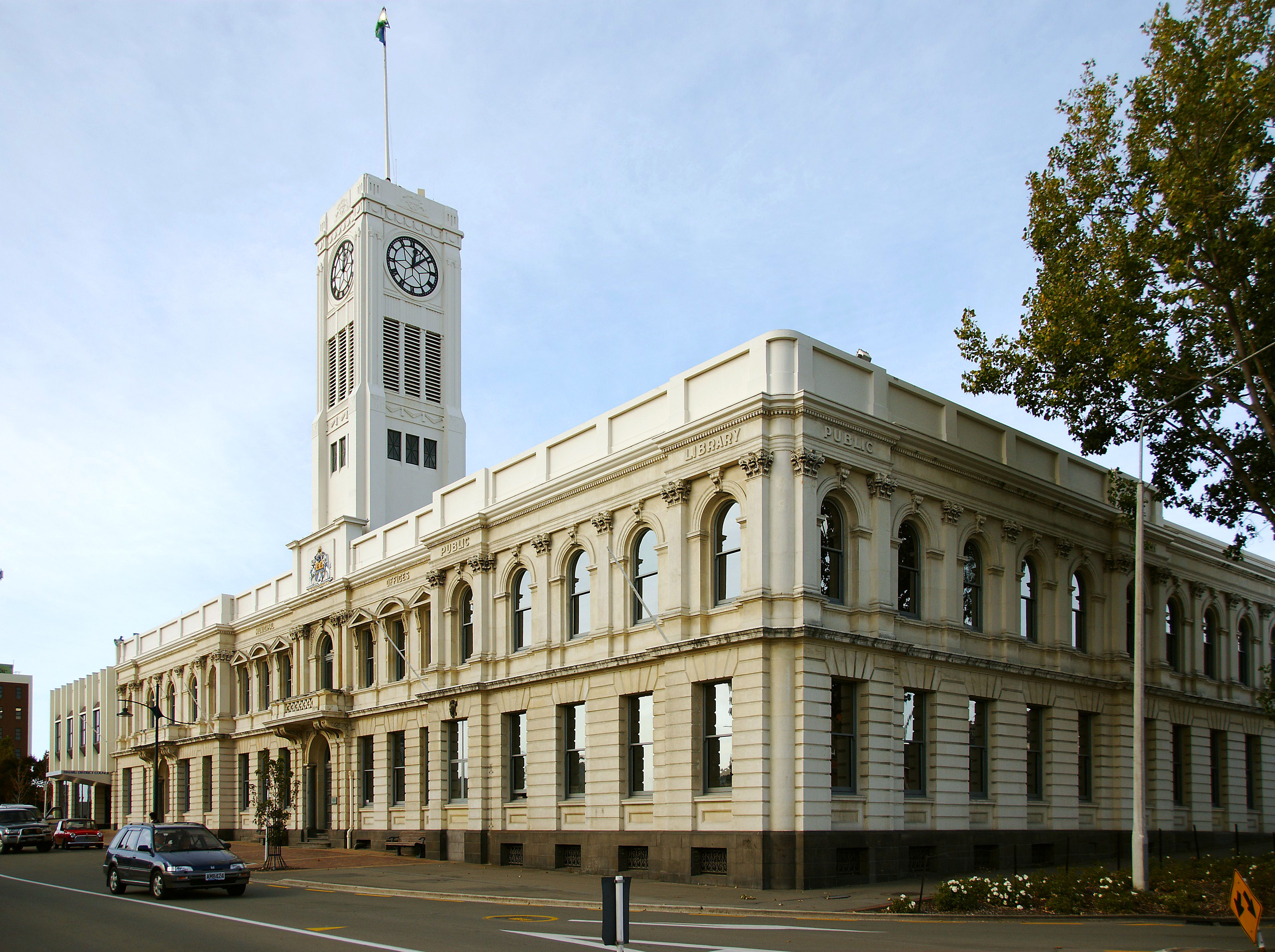
ティマルー

「ティマルー」とはマオリ語で「避難所の場所」(Place of Shelter)を意味する。
1839年、海岸に捕鯨船の補給基地が造られた。これが町の歴史の始まりとされている。しかし人口の増加は進まず、小さな集落の状態が暫く続いた。
1859年、イングランドから120人の移民団が到着し本格的な町造りが始まったが、新住民と旧住民の間で土地の使用を巡る紛争があり2つの居住地に分かれることになった。
1868年、住民が和解し、一体的な町造りが開始された。

## 気候
夏季（2月）の平均気温は20.9℃、冬季（8月）の平均気温は11.4℃。7月から1月の気温は1.2℃から10.1℃。年間平均降水量は573mm。

## 特産品
ビール「カンタベリードラフト」の工場がある。

## 交通

### 空港
ティマルー空港からクライストチャーチ国際空港 、ウェリントン国際空港への航空路線が就航している。

### 高速バス
クライストチャーチ、ダニーデン、クイーンズタウン他から高速バスが運行されている。